# Bill Russell
William Felton "Bill" Russell (West Monroe, 12 de fevereiro de 1934 – Mercer Island, 31 de julho de 2022) foi um jogador e treinador profissional de basquete norte-americano, que atuou como pivô no Boston Celtics, usando a camisa Lendária de número 6. Russell é lembrado até hoje como um dos maiores e mais dominantes jogadores da história da NBA.
Agraciado cinco vezes com o prêmio de MVP da NBA e com doze convocações para o All-Star Game, Russell foi o protagonista da dinastia do Celtics que conquistou onze títulos da NBA durante sua carreira de treze anos. Junto com Henri Richard, do Montreal Canadiens da NHL, Russell detém o recorde de maior número de títulos conquistados por um atleta em uma liga esportiva da América do Norte. Antes de sua carreira profissional, Russell levou a Universidade de San Francisco ao bicampeonato da NCAA (1955 e 1956). Também foi medalhista de ouro nas Olimpíadas de 1956 como capitão da Seleção Estadunidense de Basquetebol Masculino.
Seguindo os passos de pioneiros como Earl Lloyd, Chuck Cooper e Sweetwater Clifton, Russell foi o primeiro jogador afro-americano a atingir o status de superastro na NBA. Também foi, durante três temporadas (1966–69), jogador-treinador dos Celtics, tornando-se o primeiro treinador afro-americano da NBA.
As lutas frequentes contra o racismo deixaram Russell por muito tempo com um desprezo por torcedores e jornalistas. Ao se aposentar, Russell deixou Boston com um comportamento de amargura, embora sua relação com a cidade tenha melhorado nos últimos anos. Devido às conquistas de Russel no âmbito dos Direitos Civis, dentro e fora da quadra, ele foi agraciado com a Medalha Presidencial da Liberdade por Barack Obama em 2011.
Russell integra o Basketball Hall of Fame e o Hall da Fama do Basquete Universitário.
Russell é um dos sete jogadores da história a ganhar o título da NCAA, o título da NBA e uma medalha de ouro olímpica. Ele entrou na Seleção do 25.º Aniversário da NBA, em 1971, na do 35.º, em 1980 e entrou para a lista dos 50 Maiores Jogadores da História da NBA em 1996. Somente ele e mais três outros jogadores entraram nessas três seleções. Em 2007, ele entrou para o FIBA Hall of Fame. Em 2009, a NBA divulgou, em homenagem a Russell, que o troféu de MVP das Finais da NBA seria batizado com seu nome.

## Primeiros anos

### Vida familiar e pessoal
Bill Russell nasceu em 1934 em West Monroe, Louisiana. Como quase todas as cidades do sul da época, West Monroe era um lugar muito segregado e os Russells muitas vezes lutavam contra o racismo em suas vidas diárias. O pai de Russell uma vez teve que esperar em um posto de gasolina até que todos os clientes brancos tivessem sido atendidos. Em outro incidente, a mãe de Russell estava andando com um vestido extravagante quando um policial branco a abordou e disse a ela para ir para casa e remover o vestido, que ele descreveu como "roupa de mulher branca". Durante a Segunda Guerra Mundial, um grande número de negros estava se mudando para o Ocidente para procurar trabalho. Quando Russell tinha oito anos, seu pai mudou a família para Oakland, Califórnia. Enquanto esteve lá, a família caiu na pobreza e Russell passou sua infância vivendo em uma série de projetos habitacionais públicos.
Charles Russell foi descrito como um "homem severo e duro" que inicialmente trabalhou como zelador em uma fábrica de papel, que era um típico "trabalho negro" - pouco remunerado e não intelectualmente desafiador, como comentou o jornalista esportivo John Taylor. Quando a Segunda Guerra Mundial estourou, o velho Russell se tornou um motorista de caminhão. Bill estava mais perto de sua mãe Katie do que com seu pai e ele recebeu um grande golpe emocional quando ela morreu de repente quando ele tinha 12 anos de idade. Seu pai desistiu de seu emprego de caminhoneiro e tornou-se metalúrgico para estar mais perto de seus filhos semi-órfãos. Russell afirmou que seu pai se tornou seu herói de infância, mais tarde seguido pelo superstar do Minneapolis Lakers, George Mikan, que ele conheceu quando estava no ensino médio.

### Exposição inicial ao basquete
Em seus primeiros anos, Russell lutou para desenvolver suas habilidades como jogador de basquete. Embora Russell fosse um bom corredor e saltador e tivesse mãos grandes, ele simplesmente não entendia o jogo e foi cortado da equipe da escola secundária. Como um calouro na McClymonds High School, em Oakland, Russell quase foi cortado novamente. No entanto, o técnico George Powles viu o potencial atlético de Russell e encorajou-o a trabalhar em seus fundamentos. Como as experiências anteriores de Russell com figuras de autoridade branca eram muitas vezes negativas, ele ficou encantado ao receber palavras carinhosas de seu treinador branco.
Ele trabalhou duro e aproveitou os benefícios de um surto de crescimento para se tornar um jogador de basquete decente, mas foi apenas nos anos finais que ele começou a se destacar, sendo bicampeão dos campeonatos estaduais do ensino médio.
Russell logo se tornou conhecido por seu estilo incomum de defender. Mais tarde, ele lembrou: "Foi dito que para ser um bom defensor, você tinha que ficar de pé o tempo todo para reagir rapidamente. Quando eu comecei a pular para fazer jogadas defensivas e bloquear arremessos, fui inicialmente corrigido, mas eu continuei fazendo e valeu a pena." Russell descreveu-se ainda como um ávido leitor das publicações esportivas dos anos 50 da Dell Magazines, que ele usou para estudar as jogadas dos adversários com o propósito de se defender contra elas.
Frank Robinson, membro do Hall da Fama do Beisebol, era um dos colegas do time de basquete do colégio de Russell.

## Anos na universidade

### Basquetebol
Devido à sua cor de pele, Russell foi ignorado por recrutadores de faculdades e não propostas até que o recrutador Hal DeJulio, da Universidade de São Francisco (USF), o assistisse em um jogo do ensino médio. DeJulio não ficou impressionado com a escassa pontuação e os "fundamentos atrozes" de Russell, mas sentiu que o jovem tinha um instinto extraordinário para o jogo. Quando DeJulio ofereceu uma bolsa de estudos a Russell, ele aceitou com entusiasmo. Russell percebeu que o basquete era sua única chance de escapar da pobreza e do racismo. Como conseqüência, Russell jurou fazer o melhor possível.

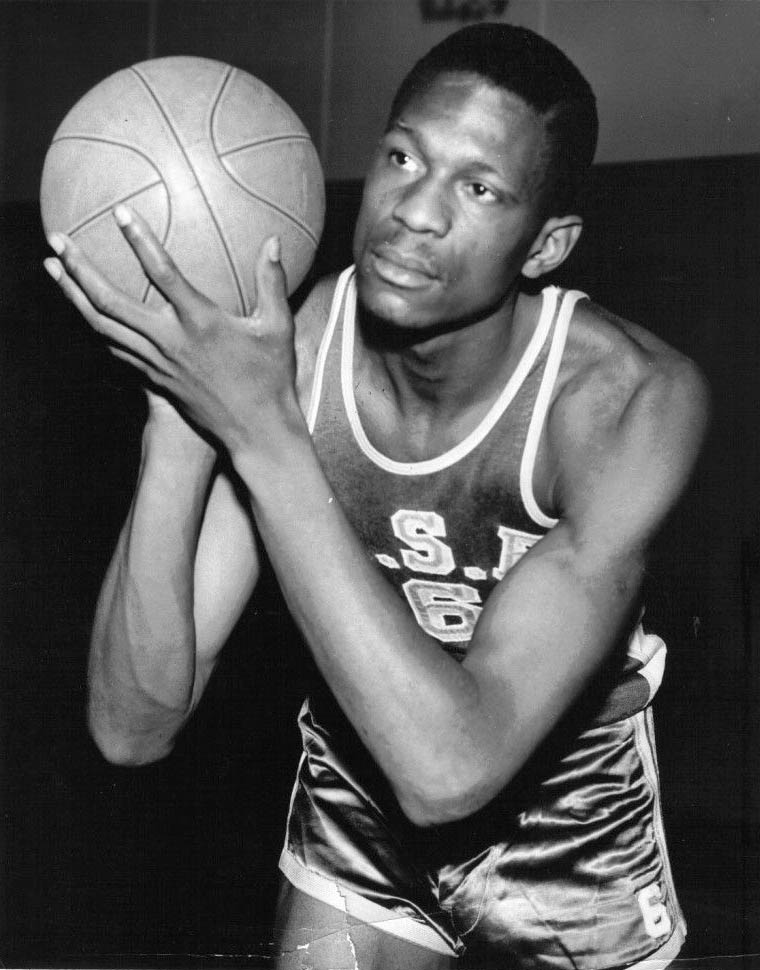
Russell na USF em 1953.

Na USF, Russell tornou-se o novo Pivô titular do técnico Phil Woolpert. Woolpert enfatizou a defesa e o jogo de meia-quadra deliberada, que eram conceitos que favoreciam as excepcionais habilidades defensivas de Russell. As escolhas de Woolpert de como implantar seus jogadores não foram afetadas por questões de cor da pele. Em 1954, ele se tornou o primeiro treinador de um grande time de basquete universitário a ter três jogadores negros como titulares: Russell, K. C. Jones e Hal Perry.
Em seus anos na USF, Russell desenvolveu um estilo único de defesa: em vez de meramente proteger o pivô adversário, ele usou sua rapidez e velocidade para ajudar a defesa contra os outros jogadores adversários e bloquear seus arremessos. Combinando a estatura e habilidades de bloqueio um pivô com a velocidade de um Armador, Russell tornou-se a peça central da equipe da USF que logo se tornou uma força no basquete universitário.
A Sports Illustrated escreveu: "Se [Russell] aprender a acertar a cesta, eles terão que reescrever as regras". A NCAA de fato reescreveu as regras em resposta ao jogo dominante de Russell e a quadra foi ampliada. Depois que ele se formou, o comitê de regras da NCAA instituiu uma segunda nova regra para combater o desempenho de homens grandes como Russell; a interferência da cesta era agora proibida.

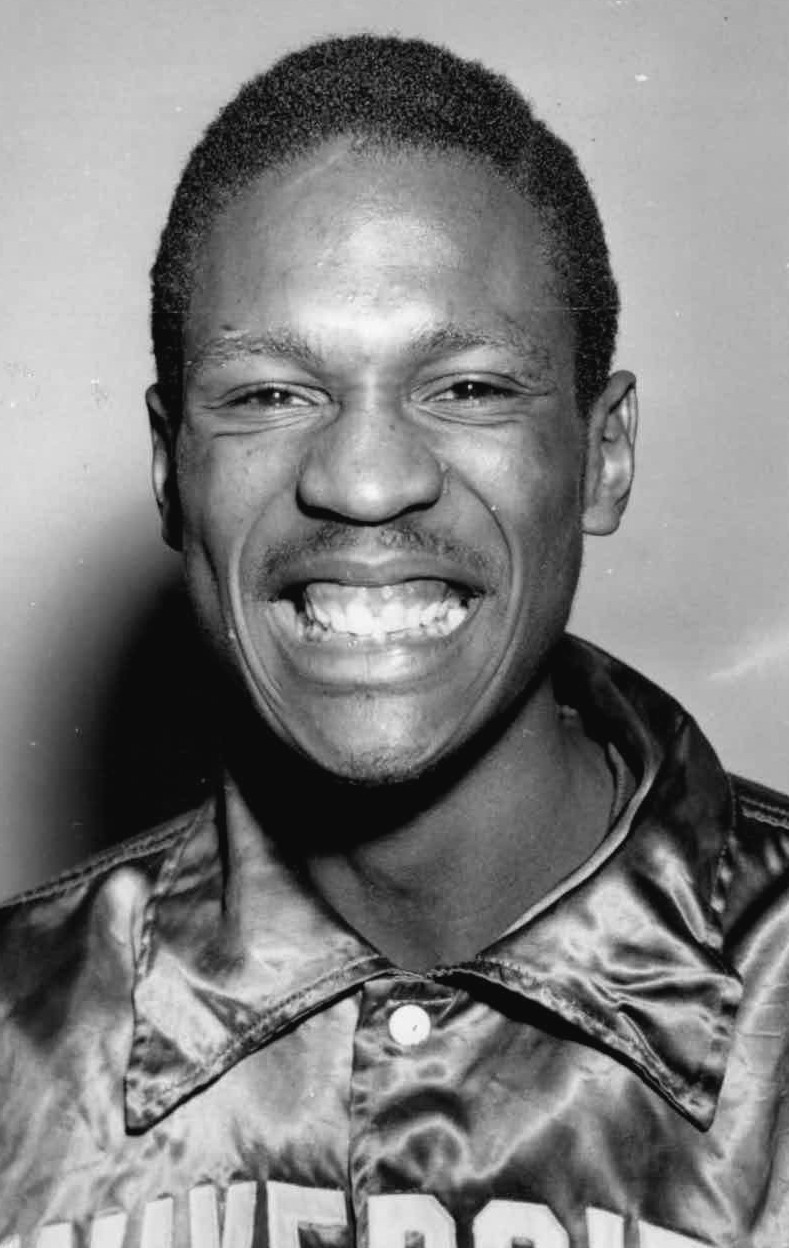
Russell sorrindo depois de ganhar o bi-campeonato da NCAA pela Universidade de São Francisco.

No entanto, os jogos eram frequentemente difíceis para USF. Russell e seus companheiros de equipe tornaram-se alvos de zombarias racistas. Em um incidente notável, os hotéis em Oklahoma City se recusaram a admitir Russell e seus companheiros negros enquanto eles estavam na cidade em 1954. Em protesto, toda a equipe decidiu acampar em um dormitório da faculdade, que mais tarde foi chamado de uma importante experiência de vínculo para o grupo. Décadas mais tarde, Russell explicou que suas experiências o endureceram contra o abuso de todos os tipos. "Eu nunca me permiti ser uma vítima", ele disse.
O racismo também o moldou como um jogador de equipe: "Naquela época", ele disse, "nunca foi aceitável que um jogador negro fosse o melhor. Em meu primeiro ano na faculdade, eu tive o que eu pensei ser uma das melhores temporadas de todos os tempos. Ganhamos 28 dos 29 jogos e vencemos o Campeonato Nacional. Fui o MVP no Final Four, fui selecionado para o Primeiro-Time All American, tive média de mais de 20 pontos e 20 rebotes e era o único jogador universitário que fazia bloqueios. Então, depois que a temporada acabou, eles fizeram um banquete no norte da Califórnia e eles escolheram outro pivô como Jogador do Ano. Bem, isso me avisou que se eu aceitasse isso como o juízo final da minha carreira, eu morreria um velho amargo. Então eu tomei uma decisão de colocar a equipe em primeiro lugar e não se preocupar com realizações individuais".
Na quadra, suas experiências eram muito mais agradáveis. Russell liderou a USF aos títulos da NCAA em 1955 e 1956, incluindo uma série de 55 vitórias consecutivas. Ele ficou conhecido por suas fortes habilidades defensivas e pelo bloqueio (Ele chegou a fazer 13 bloqueios em um jogo). O técnico da UCLA, John Wooden, chamou Russell de "o maior defensor que já vi". Durante sua carreira na faculdade, Russell teve médias de 20,7 pontos e 20,3 rebotes por jogo.
Ainda nessa época, mais especificamente no final de julho e início de agosto de 1956, a equipe de USF, conhecida como San Francisco Dons e liderada por Bill Russel, fez uma turnê no Brasil, enfrentando o Sírio e Libanês e o Flamengo

### Atletismo
Além do basquete, Russell representou a USF em eventos de atletismo. Russell foi um destaque no salto em altura; Ele foi classificado como o sétimo melhor do mundo em 1956 (seu ano de graduação) de acordo com a Track & Field News (isso apesar de não competir na competição olímpica naquele ano). Um de seus maiores saltos ocorreu no West Coast Relays, onde ele alcançou uma marca de 2,06 m; No campeonato, Russell empatou com Charlie Dumas, que no final do ano ganhou ouro nos Jogos Olímpicos de Verão de 1956 e se tornou o primeiro humano a saltar 2,13 m.

### Planos para uma carreira profissional no basquete
O Harlem Globetrotters convidou Russell para participar da equipe. Russell, que era sensível a qualquer preconceito racial, ficou enfurecido pelo fato de que o dono Abe Saperstein só discutiria o assunto com o treinador Phil Woolpert. Enquanto Saperstein conversava com Woolpert em uma reunião, o assistente técnico dos Globetrotters, Harry Hanna, tentou entreter Russell com piadas. Russell, no entanto, ficou lívido depois desse desprezo e recusou a oferta; Em vez disso, Russell se tornou elegível para o Draft da NBA de 1956.

## Olimpíadas
Antes de seu ano de estreia na NBA, Russell era o capitão da Seleção Estadunidense de Basquetebol Masculino que disputou as Olimpíadas de 1956. Ele tinha a opção de pular o torneio e jogar uma temporada completa nos Celtics, mas ele estava determinado a jogar nas Olimpíadas. Mais tarde, ele comentou que teria participado do salto em altura se tivesse sido esnobado pelo time de basquete.
Sob o comando do técnico Gerald Tucker, Russell ajudou a equipe a conquistar a medalha de ouro em Melbourne, derrotando a União Soviética por 89-55 na final. Russell liderou a pontuação da equipe com média de 14,1 pontos por jogo.

## Carreira profissional

### Draft da NBA
No Draft da NBA de 1956, o técnico do Boston Celtics, Red Auerbach, queria selecionar Russell, pensando que sua tenacidade defensiva e sua capacidade de rebote eram as peças que os Celtics precisavam.
No entanto, as chances de Boston consegui-lo pareciam pequenas. Como os Celtics haviam terminado em segundo lugar na temporada anterior e os piores times tinham as escolhas mais altas, os Celtics tinha uma das últimas escolhas. Além disso, Auerbach já havia usado sua escolha territorial para selecionar Tom Heinsohn. Mas Auerbach sabia que o Rochester Royals, dono da primeira escolha do draft, não estava procurando um pivô e não estava disposto a pagar a Russell o bônus de US $ 25 mil que ele pedia. O St. Louis Hawks, dono da segunda escolha, selecionou Russell e mais tarde o trocou com os Celtics por Ed Macauley e Cliff Hagan.
Durante o mesmo draft, Boston também selecionou K. C. Jones, ex-companheiro de equipe de Russel em USF. Assim, em uma noite, os Celtics conseguiram selecionar três futuros membros do Hall of Fame: Russell, Jones e Heinsohn. A troca de Russell foi mais tarde chamado de um dos negócios mais importantes da história dos esportes norte-americanos.

### 1956-1959
Devido ao compromisso olímpico de Russell, ele não pôde se juntar ao Celtics para a temporada de 1956-57 até dezembro. Russell jogou 48 partidas, com média de 14,7 pontos por jogo e 19,6 rebotes por jogo. Durante esta temporada, os Celtics tinham cinco futuros Hall of Fame: Russell, Heinsohn, Frank Ramsey, Bill Sharman e Bob Cousy. (K.C. Jones não jogou até 1958 por causa do serviço militar)
Nos anos anteriores, os Celtics tinham sido uma equipe de alta pontuação, mas faltava a presença defensiva. No entanto, com a presença defensiva de Russell, os Celtics estabeleceram as bases para uma dinastia. A equipe utilizou uma forte abordagem defensiva, forçando as equipes adversárias a cometerem muitos turnovers, o que levou a muitos pontos de contra-ataque. Russell era um defensor de elite que ajudava os Celtics na jogada chamada "Hey, Bill": sempre que um companheiro pedia ajuda defensiva adicional, ele gritava "Hey, Bill!". Essa abordagem permitiu que os Celtics terminassem com um recorde de 44-28 na temporada regular e garantiu uma aparição na pós-temporada.
Russell teve um relacionamento cordial com seus companheiros de equipe, com a notável exceção de Tom Heinsohn. Heinsohn sentiu que Russell se ressentia dele porque ele foi nomeado o Novato do Ano de 1957. Muitas pessoas pensaram que Russell era mais importante, mas ele jogou apenas metade da temporada. Russell também ignorou o pedido de Heinsohn para dar ao seu primo um autógrafo e disse abertamente a Heinsohn que ele merecia metade de seu cheque de Novato do Ano. A relação entre os dois permaneceu conturbada. No entanto, apesar de suas diferentes origens étnicas e falta de interesses comuns fora das quadras, seu relacionamento com o armador e favorito dos fãs, Bob Cousy, foi amigável.
No Jogo 1 das finais da divisão leste, os Celtics encontraram o Syracuse Nationals de Dolph Schayes. No primeiro jogo de playoffs de Russell, ele terminou com 16 pontos e 31 rebotes, além de 7 bloqueios. (Na época, os bloqueios ainda não eram uma estatística oficialmente registrada) Após a vitória dos Celtics por 108-89, Schayes brincou: "Quanto esse cara ganha por ano? Seria uma vantagem se o pagássemos por cinco anos para ficar longe de nós no resto desta série." O Celtics varreu os Nationals e foram para a primeira participação da franquia nas finais da NBA.
Nas Finais, o Celtics enfrentou o St. Louis Hawks, que era liderado por Bob Pettit e pelo ex-Celtics, Ed Macauley. No altamente competitivo jogo 7, Russell tentou ao máximo retardar Pettit, mas foi Heinsohn quem marcou 37 pontos e manteve os Celtics vivos. No entanto, Russell contribuiu completando o famoso "Coleman Play". Quando ele bloqueou o arremesso de Jack Coleman, preservando a liderança de 103-102, com 40 segundos restantes. Na segunda prorrogação, as duas equipes estavam com sérios problemas: Heinsohn havia sido eliminados e os Hawks estavam tão esgotados que só restavam 7 jogadores. Com os Celtics liderando por 125-123, Petit fez o último arremesso que bateu no aro e não entrou, dando assim o primeiro título da história dos Celtics.
No início da temporada de 1957-1958, os Celtics continuaram o sucesso ganhando 14 jogos seguidos. Russell teve uma média de 16,6 pontos por jogo e uma média recorde de 22,7 rebotes por jogo. Um fenômeno interessante começou naquele ano: Russell foi eleito o MVP da NBA, mas foi nomeado apenas para a Segunda Equipe All-NBA. Isso ocorreria repetidamente ao longo de sua carreira. A NBA argumentou que outros pivôs eram melhores jogadores do que Russell, mas nenhum jogador era mais valioso para sua equipe. O Celtics venceu 49 jogos e conquistou facilmente o primeiro lugar nos Playoffs de 1958, indo para as Finais contra o St. Louis Hawks. Russell sofreu uma lesão no pé no Jogo 3 e só retornou para o Jogo 6. Os Celtics surpreendentemente venceram o Jogo 4, mas os Hawks prevaleceram nos Jogos 5 e 6, sendo campeão vencendo a série por 4-2.
Na temporada de 1958-1959, Russell continuou jogando bem, com médias de 16,7 pontos e 23,0 rebotes por jogo na temporada regular. Os Celtics bateu um recorde da liga ao vencer 52 jogos e o forte desempenho de Russell mais uma vez ajudou a liderar os Celtics durante a pós-temporada, quando eles voltaram para as Finais da NBA. Nas Finais, os Celtics recuperaram o título da NBA, varrendo o Minneapolis Lakers por 4-0. O técnico do Lakers, John Kundla, elogiou Russell, afirmando: "Não tememos os Celtics sem o Bill Russell. Leve-o para fora e podemos derrotá-lo... Ele é o cara que nos chicotou psicologicamente".

### 1959–66

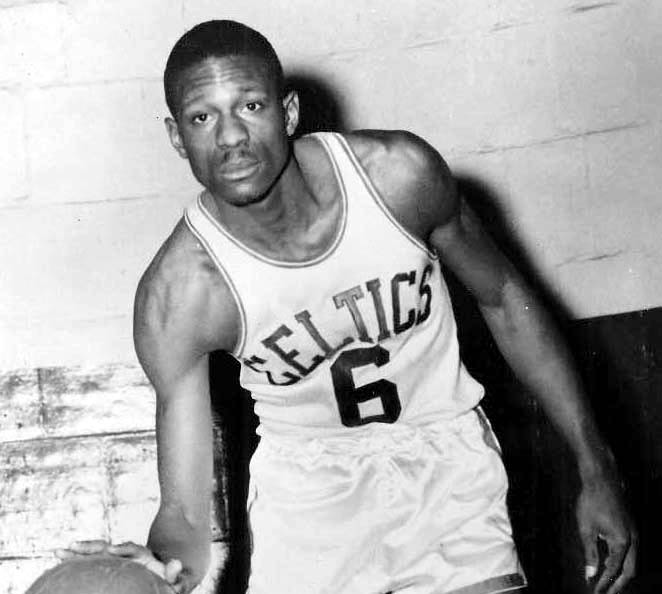
Russell por volta de 1960.

Na temporada de 1959-60, a NBA assistiu à estreia do lendário Wilt Chamberlain no Philadelphia Warriors, obtendo a média de 37,6 pontos por jogo em seu ano de estreia. Em 7 de novembro de 1959, os Celtics de Russell receberam os Warriors de Chamberlain no que os especialistas chamaram de "The Big Collision" e "Battle of the Titans". Os dois homens impressionaram os espectadores com "atitudes atléticas impressionantes" e, enquanto Chamberlain superou Russell por 30-22, os Celtics venceram por 115-106, e a partida foi chamada de "novo começo do basquete". O confronto entre Russell e Chamberlain se tornou uma das maiores rivalidades do basquete.
Nessa temporada, os Celtics de Russell venceram um recorde de 59 jogos na temporada regular (incluindo um recorde de 17 vitórias seguidas na temporada) e enfrentou os Warriors de Chamberlain nas Finais da Divisão Leste. Chamberlain superou Russell por 81 pontos na série, mas os Celtics venceram a série por 4-2. Nas finais de 1960, os Celtics venceram os Hawks por 4-3 e conquistaram seu terceiro título em quatro anos. Russell teve 22 pontos e 35 rebotes no decisivo Jogo 7, uma vitória por 122-103.
Na temporada de 1960-61, Russell teve uma média de 16,9 pontos e 23,9 rebotes por jogo, levando sua equipe a um recorde de 57-22 na temporada regular. Os Celtics derrotaram o Syracuse Nationals por 4-1 nas Finais da Divisão Leste. Os Celtics venceram o Los Angeles Lakers de forma convincente nas Finais da NBA.
Na temporada seguinte, Russell teve médias de 18,9 pontos e 23,6 rebotes por jogo. Enquanto seu rival Chamberlain teve uma temporada recorde de 50,4 pontos por jogo e um jogo de 100 pontos, os Celtics se tornaram o primeiro time a vencer 60 jogos em uma temporada e Russell foi eleito o MVP da NBA. Na pós-temporada, os Celtics enfrentaram os Warriors e Russell fez o melhor para marcar o pivô adversário. No decisivo Jogo 7, Russell conseguiu segurar Chamberlain para apenas 22 pontos, ao mesmo tempo em que marcou 19 pontos, ajudando os Celtics a ir para mais uma Final da NBA. Nas Finais de 1962, eles enfrentaram o Los Angeles Lakers de Elgin Baylor e Jerry West. No Jogo 7, Russell terminou com 30 pontos e 40 rebotes em uma vitória por 110-107 na prorrogação.
Os Celtics viram Bob Cousy se aposentar após a temporada de 1962-63 e contrataram John Havlicek para o seu lugar. Mais uma vez, o Celtics foi impulsionado por Russell, que obteve médias de 16,8 pontos e 23,6 rebotes por jogo, conquistou seu quarto título de MVP da NBA e o prêmio de MVP do All-Star Game. Os Celtics chegou as Finais da NBA de 1963, onde novamente derrotaram o Los Angeles Lakers, desta vez em seis jogos.
Na temporada seguinte, os Celtics conseguiram um recorde de 58-22 na temporada regular. Russell teve médias de 15.0 pontos e 24,7 rebotes por jogo, liderando a NBA em rebotes pela primeira vez desde que Chamberlain entrou na liga. Boston derrotou o Cincinnati Royals por 4-1 para ganhar outra participação nas Finais da NBA. Eles venceram o título depois de vencer os recém-realocado San Francisco Warriors de Chamberlain por 4-1. Foi seu sexto título consecutivo e sétimo no oitavo ano de Russell, uma sequência não alcançada em nenhuma liga esportiva profissional dos EUA.
Russell novamente se destacou durante a temporada de 1964-65. Os Celtics venceram 62 jogos e Russell teve 14,1 pontos e 24,1 rebotes por jogo, ganhando o segundo título consecutivo de rebotes e seu quinto título de MVP. Nos Playoffs de 1965, os Celtics disputaram as Finais da Divisão Leste contra o Philadelphia 76ers que tinha adquirido Wilt Chamberlain recentemente. No Jogo 5, Russell contribuiu com 28 rebotes, 10 bloqueios, sete assistências e seis roubos de bola. No entanto, essa série de playoff terminou em um dramático Jogo 7. Cinco segundos antes do final, os Sixers estava perdendo por 110-109, no entanto, John Havlicek roubou a bola de Hal Greer selando a vitória. Esse roubo de bola fez com que o comentarista dos Celtics, Johnny Most, gritasse: "Havlicek roubou a bola! Está tudo acabado! Johnny Havlicek roubou a bola!" Após isso, os Celtics teve uma vida mais fácil nas Finais da NBA, vencendo por 4-1 contra o Los Angeles Lakers de Jerry West e Elgin Baylor.
Na temporada seguinte, os Celtics conquistaram seu oitavo título consecutivo. A equipe de Russell venceu novamente o Philadelphia 76ers de Chamberlain por 4-1 nas Finais de Divisão e venceu os Lakers nas Finais da NBA com Russell marcando 25 pontos e 32 rebotes na vitória por 95-93 no Jogo 7. Durante a temporada, Russell contribuiu com 12,9 pontos e 22,8 rebotes por jogo. Esta foi a primeira vez em sete anos que ele não conseguiu uma média de pelo menos 23 rebotes por jogo

### 1966–69

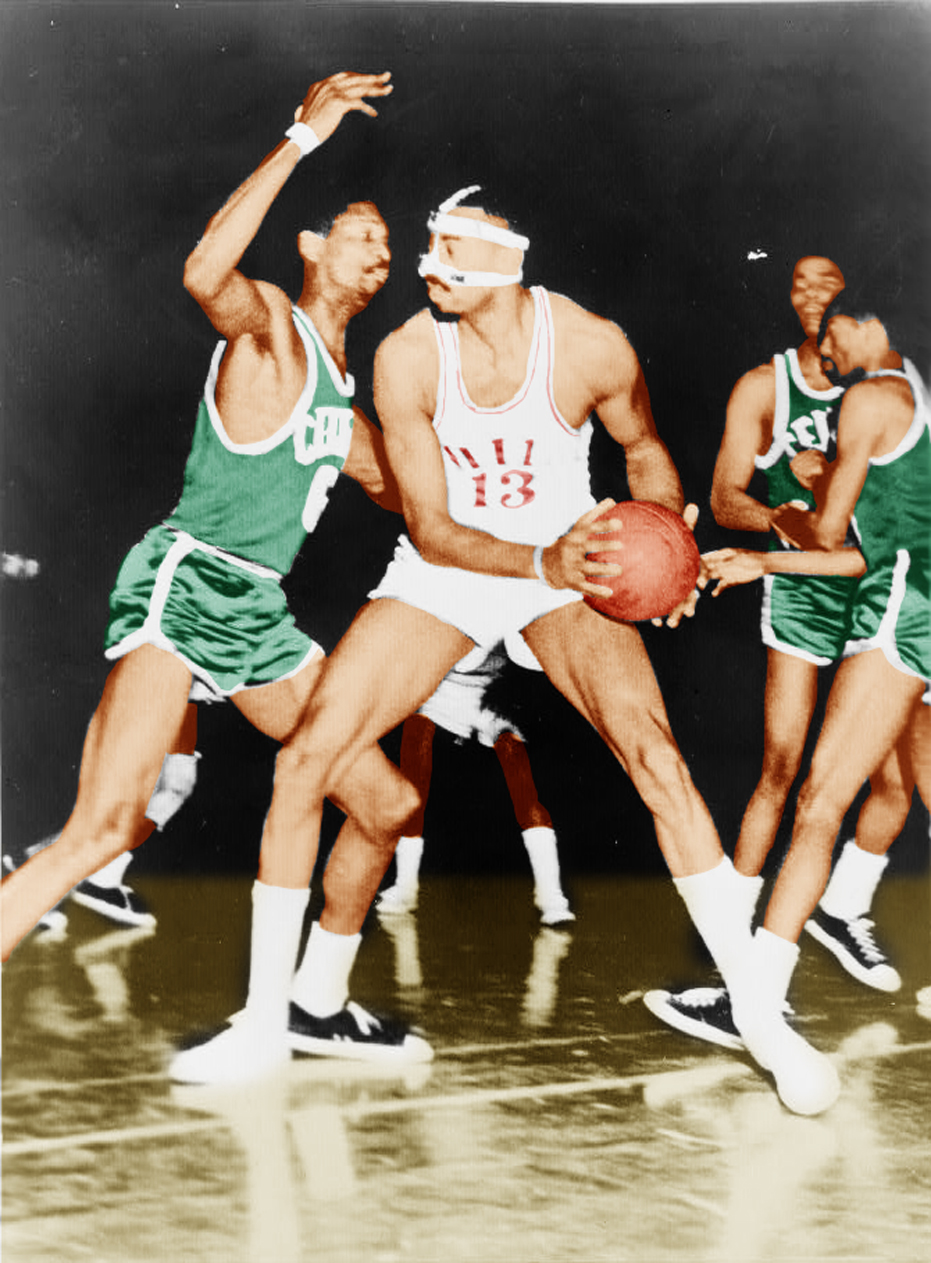
Russell marcando Wilt Chamberlain do Philadelphia 76ers em 1966.

O técnico dos Celtics, Red Auerbach, se aposentou antes da temporada de 1966-67. Inicialmente, ele queria que seu antigo jogador, Frank Ramsey, treinasse a equipe, mas Ramsey estava ocupado demais administrando lares de idosos. Sua segunda escolha foi Bob Cousy, que recusou o convite, afirmando que ele não queria treinar seus ex-companheiros de equipe. A terceira escolha, Tom Heinsohn, também disse não, porque ele não achava que poderia lidar com Russell. Heinsohn então propôs que Russell fosse jogador-treinador e ele aceitou. Assim, Russell se tornou o primeiro treinador negro na história da NBA e comentou aos jornalistas: "Não me ofereceram o emprego porque sou negro, me ofereceram porque Red achou que eu poderia fazê-lo".
Na sequência do campeonato, Boston perdeu por 4-1 nas Finais do Leste para o Philadelphia 76ers de Wilt Chamberlain. Os Sixers superaram os Celtics quando destruiu a sua famosa defesa marcando 140 pontos na vitória do Jogo 5. Russell reconheceu a primeira derrota real de sua carreira (ele havia se machucado em 1958, quando os Celtics perderam as Finais da NBA), visitando Chamberlain no vestiário, apertando sua mão e dizendo: "Ótimo jogo".
No entanto, o jogo ainda terminou com uma nota alta para Russell. Após a derrota, ele levou seu avô aos vestiários dos Celtics e os dois viram o branco John Havlicek tomar um banho ao lado de seu companheiro de equipe negro Sam Jones enquanto discutiam o jogo. De repente, Jake Russell começou a chorar. Perguntado por seu neto o que estava errado, seu avô respondeu como estava orgulhoso dele, sendo treinador de uma organização na qual negros e brancos coexistiam em harmonia.

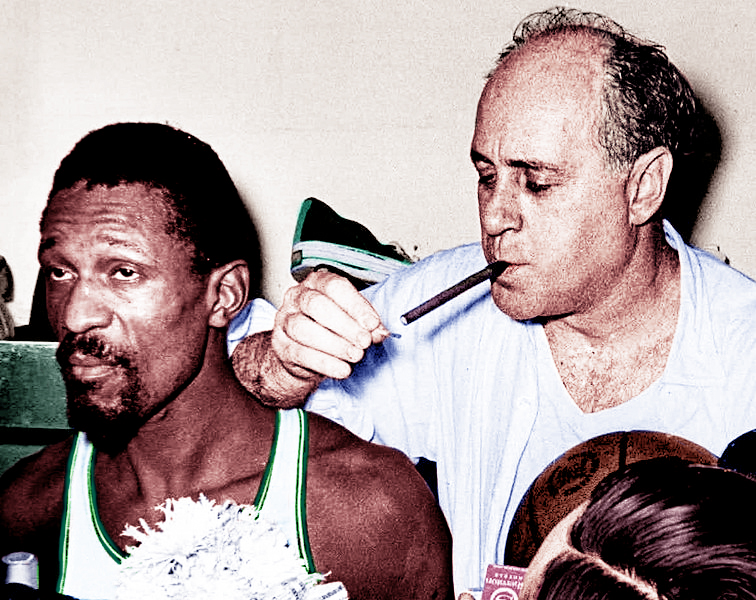
Russell e o treinador Red Auerbach com seu charuto característico depois de vencer o título da NBA de 1966.

Na penúltima temporada de Russell em 1967-68, seus números caíram mas ele ainda registrou 12,5 pontos e 18,6 rebotes por jogo. Nas finais da Divisão Leste, os 76ers tiveram o melhor recorde e foram ligeiramente favorecidos. Mas então, uma tragédia nacional aconteceu quando Martin Luther King Jr. foi assassinado em 4 de abril de 1968. Com oito dos dez jogadores titulares em Sixers e Celtics sendo negros, ambas as equipes estavam em choque, e houve pedidos para cancelar a série. Em um jogo chamado de "irreal" e "desprovido de emoção", os Sixers perdeu de 127-118 em 5 de abril. Philadelphia ganhou os Jogos 2, 3 e 4 com Chamberlain muitas vezes sendo marcado pelo pivô reserva dos Celtics, Wayne Embry, fazendo com que a imprensa especulasse que Russell estava desgastado. Antes do Jogo 5, os Celtics pareciam mortos: nenhum time da NBA havia retornado de um déficit de 3-1. No entanto, os Celtics se recuperaram, vencendo o Jogo 5 por 122–104 e o Jogo 6 por 114–106, impulsionado por Havlicek e ajudado por uma terrível queda dos Sixers. No Jogo 7, 15,202 torcedores de Philadelphia testemunharam uma histórica derrota por 100-96, tornando-se a primeira vez na história da NBA que um time perdeu uma série depois de liderar por 3-1. Russell limitou Chamberlain a apenas duas tentativas de arremesso no segundo tempo. Boston venceu o Los Angeles Lakers por 4-2 nas Finais da NBA, dando a Russell seu décimo título em 12 anos. Por seus esforços, Russell foi eleito Esportista do Ano pela Sports Illustrated. Depois de perder pelo quinto vez consecutiva contra Russell e seu Celtics, Jerry West declarou: "Se eu tivesse que escolher qualquer jogador, a minha escolha N°1 tem que ser Bill Russell. Ele nunca deixa de me surpreender."
No entanto, Russell parecia chegar a um ponto de ruptura durante a temporada de 1968-69. Ele ficou chocado com o assassinato de Robert F. Kennedy, desiludido com a Guerra do Vietnã e cansado de seu casamento com sua esposa Rose; o casal mais tarde se divorciou. Ele estava convencido de que os EUA eram uma nação corrupta e que ele estava perdendo seu tempo jogando algo tão superficial quanto o basquete. Ele tinha 15 quilos acima do peso, faltava às reuniões obrigatórias da NBA e geralmente não tinha energia: após um jogo no New York Knicks, ele se queixava de dor intensa e foi diagnosticado com exaustão aguda. Russell se recompôs e fez 9,9 pontos e 19,3 rebotes por jogo, mas um Celtics envelhecido tropeçou na temporada regular. Seu recorde de 48-34 foi o pior da equipe desde 1955-56 e eles entraram nos playoffs como o quarto melhor time do Leste. Nos playoffs, no entanto, Russell e seu Celtics conseguiram superar o Philadelphia 76ers e o New York Knicks para conseguir mais um encontro com o Los Angeles Lakers nas Finais da NBA. L.A. agora apresentava Wilt Chamberlain ao lado das estrelas perenes Baylor e West. Nos dois primeiros jogos, West fez 53 e 41 pontos nas vitórias dos Lakers. Russell então pediu uma dupla marcação em West e Boston venceu o Jogo 3. A série chegou até o Jogo 7 em Los Angeles, onde o dono dos Lakers, Jack Kent Cooke, irritou e motivou os Celtics ao colocar "procedimentos da cerimônia de vitória do Lakers" nos folhetos do jogo. Russell usou uma cópia como motivação extra e disse a sua equipe que a equipe mais determinada ia ganhar.
Os Celtics ganharam o jogo por 108-106 e Russell conquistou seu décimo primeiro título em 13 anos. Aos 35 anos, Russell contribuiu com 21 rebotes em seu último jogo na NBA. Após o jogo, Russell foi até o desesperado West (que havia marcado 42 pontos e foi escolhido como o único MVP das Finais jogando pelo time perdedor), apertou sua mão e tentou acalmá-lo. Dias depois, 30 mil fãs entusiasmados dos Celtics comemoraram seus heróis, mas Russell não estava lá: ele disse que não devia nada ao público, se aposentou e cortou todos os laços com os Celtics. Em Boston, tanto fãs quanto jornalistas se sentiram traídos, porque Russell deixou o Celtics sem treinador e pivô e vendeu sua história de aposentadoria por US $ 10.000 para a Sports Illustrated. Russell foi acusado de vender o futuro da franquia por um mês de seu salário.

## Pós-carreira
O No. 6 de Russell foi aposentado pelos Celtics em 12 de março de 1972. Além dos Celtics, Russell também vestiu o número 6 na Universidade de São Francisco e na equipe olímpica dos EUA em 1956.
Ele foi introduzido no Basketball Hall of Fame em 1975. Russell, que teve um relacionamento difícil com a mídia, não compareceu a nenhum evento. Depois de se aposentar como jogador, Russell teve passagens como treinador do Seattle SuperSonics (1973 a 1977) e Sacramento Kings (1987 a 1988). Ele não teve sucesso durante esse período; Apesar de liderar os SuperSonics aos playoffs pela primeira vez na história da franquia, a mentalidade defensiva de Russell não combinou com a equipe e ele saiu em 1977 com um recorde de 162-166. O período de Russell com os Kings foi consideravelmente menor, sua passagem terminou quando a equipe terminou com um recorde de 17-41.

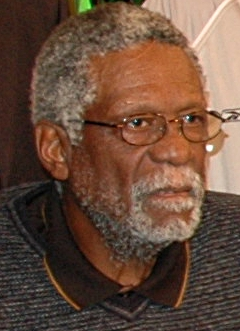
Russell em 2005.

Além disso, Russell teve problemas financeiros. Ele havia investido US$ 250 000 em uma plantação de borracha na Libéria, onde ele queria passar sua aposentadoria, mas foi à falência. O mesmo destino aguardava seu restaurante em Boston chamado "Slade's", após o qual ele teve que pagar um empréstimo de US$ 90 000 para comprar o outlet. O IRS descobriu que Russell devia US$ 34 430 em dinheiro de impostos e penhorou a sua casa.
Russell tornou-se vegetariano, começou a jogar golfe e trabalhou como comentarista da CBS e da TBS nos anos 1970 até meados da década de 1980, mas se sentia desconfortável como um locutor. Mais tarde, ele disse: "A televisão é feita em pensamentos de oito segundos e as coisas que sei sobre basquete, motivação e pessoas são mais profundas do que isso". Em 3 de novembro de 1979, Russell participou do Saturday Night Live, no qual ele apareceu em várias sketchs relacionados a esportes. Em 1986, Russell interpretou o juiz Roger Ferguson no episódio "The Fix" de Miami Vice (exibido em 7 de março de 1986).
Depois de passar cerca de uma década vivendo como um recluso em Seattle, Russell voltou à proeminência novamente na virada do milênio. Ele convenceu o superastro do Miami Heat, Shaquille O'Neal, a se reconciliar com seu ex-companheiro de equipe do Los Angeles Lakers, Kobe Bryant, com quem O'Neal tinha uma amarga disputa pública. Mais tarde naquele ano, em 17 de novembro de 2006, Russell foi reconhecido por seu impacto no basquete universitário como membro da classe fundadora do Hall da Fama do College Basketball.
Em 20 de maio de 2007, Russell recebeu um doutorado honorário pela Universidade de Suffolk, onde foi palestrante de formatura, e um diploma honorário da Universidade de Harvard em 7 de junho de 2007. Em 18 de junho de 2007, Russell foi indicado como membro da classe fundadora do Hall of Fame da FIBA. Russell também foi homenageado durante o fim de semana do All-Star Game de 2009 em Phoenix.
Em 14 de fevereiro de 2009, o comissário da NBA, David Stern, anunciou que o Prêmio de MVP das Finais seria renomeado como o "Prêmio de MVP Bill Russell das Finais da NBA". No dia seguinte, durante o intervalo do All-Star Game, os jogadores dos Celtics, Paul Pierce, Kevin Garnett e Ray Allen, apresentaram a Russell um bolo de aniversário surpresa para seu 75.º aniversário. Russell participou do último jogo das finais daquele ano para apresentar seu recém-batizado homônimo ao seu vencedor, Kobe Bryant.
Russell foi premiado com a Medalha Presidencial da Liberdade em 2011.

## Realizações e legado

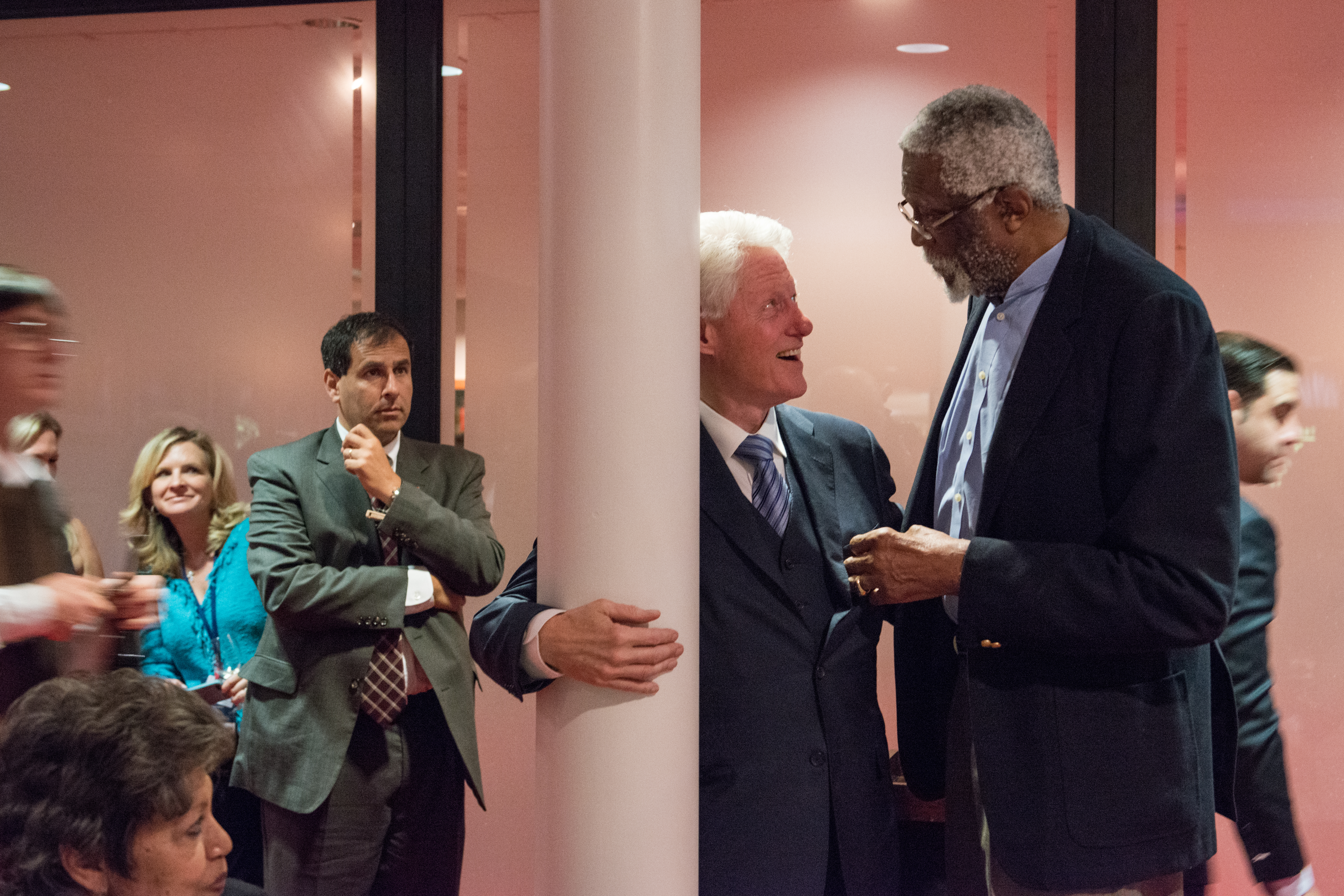
O ex-presidente Bill Clinton e Russell na Cúpula dos Direitos Civis na Biblioteca Presidencial do LBJ em 2014.

Russell é um dos atletas mais bem sucedidos e condecorados da história esportiva da América do Norte. Seus prêmios e conquistas incluem 11 títulos da NBA em 13 temporadas com os Celtics. Ao vencer o título da NCAA de 1956 com a USF e o título da NBA de 1957 com os Celtics, Russell tornou-se o primeiro de apenas quatro jogadores na história do basquete a ganhar os dois títulos (os outros são Henry Bibby, Magic Johnson e Billy Thompson). Ele também ganhou dois campeonatos estaduais no ensino médio. Nesse ínterim, Russell conquistou uma medalha de ouro olímpica em 1956. Seu período como treinador dos Celtics também foi de importância histórica, ele se tornou o primeiro treinador negro nos principais esportes profissionais dos EUA.
Em sua primeira temporada completa na NBA (1957-1958), Russell se tornou o primeiro jogador na história da NBA com uma média de mais de 20 rebotes por jogo durante uma temporada inteira, um feito que ele realizou 10 vezes em suas 13 temporadas. Os 51 rebotes de Russell em um único jogo é a segunda maior marca de todos os tempos, ficando atrás apenas do recorde de Chamberlain de 55. Ele ainda detém o recorde da NBA de mais rebotes em um tempo com 32 (contra Philadelphia, em 16 de novembro de 1957). Russell ocupa o segundo lugar na lista de mais rebotes na temporada regular (21.620) e de maior média de rebotes por jogo (22,5), e liderou a NBA em média rebotes por jogo quatro vezes. Ele teve 51 rebotes em um jogo, 49 em outros dois e doze temporadas seguidas de 1.000 ou mais rebotes.
Russell era conhecido como um dos jogadores mais decisivos da história da NBA. Ele jogou em 11 jogos decisivos (10 vezes no Jogo 7s, uma vez no jogo 5) e terminou com um impecável recorde de 11-0. Nestes onze jogos, Russell teve uma média de 18 pontos e 29,45 rebotes.
Nas quadras, ele era conhecido por sua inigualável intensidade defensiva, seu QI estelar e sua enorme vontade de vencer. Russell se destacou bloqueando arremessos e pegando rebotes defensivos e ofensivos. Bill Bradley - antigo oponente de Russell - escreveu em 2009 que Russell "era o jogador mais inteligente de todos os tempos". No entanto, no ataque, ele era limitado. Suas médias pessoais na carreira mostram que ele é era artilheiro (média de 15,1 pontos na carreira), um atirador de lance livre ruim (56,1%) e um arremessador mediano de média distancia (44%, não é excepcional para um pivô).
Em sua carreira, Russell venceu cinco prêmios de MVP da temporada regular (1959, 1961-1963, 1965) e foi selecionado três vezes para as Primeiras Equipes da All-NBA (1959, 1963, 1965) e oito Segundas Equipes (1958, 1960–62, 1964, 1966–68) e foi um All-Star da NBA doze vezes (1958–1965, 1969). Em 1970, a Sporting News nomeou Russell o "Atleta da Década", em 1980, ele foi declarado o "Melhor Jogador na História da NBA" pela Associação de Escritores de Basquete Profissional da América. Por suas conquistas, Russell foi nomeado "Esportista do Ano" pela Sports Illustrated em 1968. Ele também integrou todas as três equipes de aniversário da NBA em 1970, 1980 e 1996. Russell ficou em 18.º lugar entre os 50 Maiores Atletas do século XX pela ESPN em 1999. Em 2009, a SLAM Magazine nomeou Russell como o jogador número 3 de todos os tempos, atrás de Michael Jordan e Wilt Chamberlain. O ex-jogador da NBA e treinador, Don Nelson, descreveu Bill Russell em uma citação que diz: "Existem dois tipos de superstars. Os que se fazem às custa dos outros caras e os que fazem os jogadores ao seu redor parecem melhores do que são, esse é o tipo que Russell era".

## Vida pessoal e morte
Russell foi casado com sua namorada Rose Swisher de 1956 a 1973. Eles tiveram três filhos: Karen Russell, William Jr. e Jacob. Em 1977, ele se casou com a Miss EUA de 1968, Dorothy Anstett, mas se divorciaram em 1980. Em 1996, Russell se casou com sua terceira esposa, Marilyn Nault; seu casamento durou até sua morte em janeiro de 2009. Ele foi residente de Mercer Island, Washington há mais de quatro décadas.
Em 1959, Bill Russell tornou-se o primeiro jogador da NBA a visitar a África. Em 16 de outubro de 2013, Russell foi preso por trazer uma pistola Smith & Wesson calibre .38 carregada para o Aeroporto Internacional Seattle-Tacoma.
Russell morreu em 31 de julho de 2022, aos 88 anos de idade.

## Ganhos
Durante sua carreira, Russell foi um dos primeiros grandes ganhadores da NBA. Seu contrato de novato de 1956 valia US$ 24 000, apenas um pouco menor do que os US$ 25 000 do ganhador de prêmios Bob Cousy. Russell nunca teve que trabalhar meio expediente, um contraste com outros companheiros que tiveram que trabalhar durante a offseason para manter seu padrão de vida. Quando Wilt Chamberlain se tornou o primeiro jogador da NBA a ganhar US$ 100 000 em salário em 1965, Russell foi até Auerbach e exigiu um salário de US$ 100 001, que ele prontamente recebeu.
Por sua promoção ao cargo de treinador, os Celtics pagaram a Russell um salário anual de US$ 25 000, que era adicional ao seu salário como jogador. Embora o salário tenha sido anunciado na imprensa como um recorde para um técnico da NBA, não está claro se o salário de US$ 100 001 de Russell como jogador foi incluído no cálculo.

## Personalidade
Em 1966, o The New York Times escreveu que "as principais características de Russell são orgulho, inteligência, senso de humor e preocupação com a dignidade". O próprio Russell em 2009 escreveu o lema de seu avô paterno que foi passado para seu pai e depois para ele: "Um homem tem que traçar uma linha dentro de si que não permitirá que nenhum homem atravesse"; Russell estava "orgulhoso da heroica dignidade de meu avô contra forças mais poderosas que ele... ele não se deixava oprimir ou intimidar por ninguém"; ele escreveu estas palavras depois de relatar como seu avô enfrentou a Ku Klux Klan e brancos que tentaram frustrar seus esforços para construir uma escola para crianças negras (Jake Russell foi a primeira pessoa na linha patrilinear de Bill Russell nascida livre na América do Norte e era analfabeto). Assim, o lema de Bill Russell tornou-se "Se você desrespeitar essa linha, você me desrespeita".

### Como competidor
Russell foi impulsionado por "uma necessidade neurótica de vencer", como observou seu companheiro de equipe nos Celtics, Heinsohn. Ele estava tão tenso antes de cada jogo que vomitava regularmente no vestiário; No início de sua carreira, aconteceu com tanta frequência que seus colegas ficaram mais preocupados quando isso não acontecia. Mais tarde, Havlicek disse que: "quando é um jogo importante ou um desafio importante para ele, o som de Russell vomitando também é um som bem-vindo, porque significa que ele está ansioso para o jogo, e ao redor do vestiário nós sorrimos e dizemos: “Cara, nós vamos ficar bem esta noite."
Em uma entrevista, Russell descreveu o estado de espírito que ele sentia antes de entrar em quadra: "Eu tinha que estar quase com raiva. Eu podia ver e ouvir qualquer coisa, mas nada importava. Eu podia antecipar cada movimento que cada jogador fazia."
Russell também era conhecido por sua autoridade natural. Quando ele se tornou jogador-treinador em 1966, Russell disse aos seus colegas de equipe que "ele pretendia cortar todos os laços pessoais com outros jogadores".

### Fora da quadra
Russell era conhecido por seu distintivo riso agudo de que Auerbach brincou: "Há apenas duas coisas que poderiam me fazer parar de treinar: Minha esposa e a risada de Russell". Para companheiros de equipe e amigos, Russell era aberto e amigável, mas era extremamente desconfiado e frio em relação a qualquer outra pessoa. Jornalistas eram frequentemente tratados com o "Russell Glower", descrito como um "olhar friamente desdenhoso acompanhado por um longo silêncio".
Russell também foi notório por sua recusa em dar autógrafos ou mesmo reconhecer os fãs dos Celtics e foi chamado de "o atleta mais egoísta, ranzinza e não cooperativo" por um especialista.

## Rivalidades
Durante a maior parte de sua carreira, Russell e seu oponente Wilt Chamberlain foram amigos íntimos. Chamberlain sempre convidava Russell para o jantar do Dia de Ação de Graças. No entanto, o relacionamento terminou após o Jogo 7 das Finais da NBA de 1969, quando Chamberlain lesionou o joelho faltando seis minutos para o final e foi forçado a deixar o jogo. Durante uma conversa com os alunos, um repórter ouviu Russell descrever Chamberlain como um simulador e acusou-o de "sair" do jogo quando parecia que os Lakers perderiam. Chamberlain viu isso como uma traição. O joelho de Chamberlain foi tão machucado que ele não pôde jogar toda a offseason e ele a rompeu na temporada seguinte.
Os dois homens não se falaram por mais de 20 anos até que Russell finalmente se encontrou com Chamberlain e se desculpou pessoalmente. Depois disso, os dois eram frequentemente vistos juntos em vários eventos e entrevistados como amigos. Quando Chamberlain morreu em 1999, o seu sobrinho disse que Russell era a segunda pessoa que lhe disseram para telefonar. No velório, Russell afirmou que não os considerava rivais, mas sim que tinham uma competição e que a dupla "seria amiga por toda a eternidade".

## Racismo, controvérsias e relacionamento com os fãs de Boston
A vida de Russell foi marcada por uma batalha contra o racismo. Quando criança, o jovem Russell testemunhou como seus pais foram vítimas de abuso racial e a família acabou se mudando para projetos habitacionais do governo para escapar da torrente diária de fanatismo. Quando mais tarde ele se tornou um jogador universitário de destaque na USF, Russell lembrou como ele e seus poucos colegas de equipe negros foram ridicularizados por estudantes brancos. Mesmo depois de se tornar um astro do Boston Celtics, Russell foi vítima de abuso racial. Quando os All-Stars da NBA fizeram uma turnê pelos Estados Unidos em 1958, proprietários de hotéis na Carolina do Norte se negaram a hospedar Russell e seus companheiros de equipe. Antes da temporada de 1961-62, a equipe de Russell estava programada para jogar em um jogo de exibição em Lexington, Kentucky, quando Russell e seus colegas negros foram recusados em um restaurante local. Eles se recusaram e voltaram para casa, causando muita controvérsia.
Como conseqüência, Russell era extremamente sensível a todos os preconceitos raciais: ele frequentemente percebia insultos, mesmo que outros não o fizessem. Ele foi ativo no movimento Black Power e apoiou a decisão de Muhammad Ali de se recusar a ser convocado para a Guerra do Vietnã. Ele era freqüentemente chamado de "Felton X", presumivelmente pela tradição do islamismo em substituir um nome de escravo europeu por um "X", e até comprou terras na Libéria. As declarações públicas de Russell tornaram-se cada vez mais militantes, e ele foi citado em 1963 na Sports Illustrated com as palavras: "Eu não gosto da maioria das pessoas brancas... Eu gosto da maioria dos negros porque sou negro". No entanto, quando seu companheiro de equipe, Frank Ramsey, perguntou se ele o odiava, Russell alegou ter sido citado erroneamente, mas poucos acreditavam nisso.

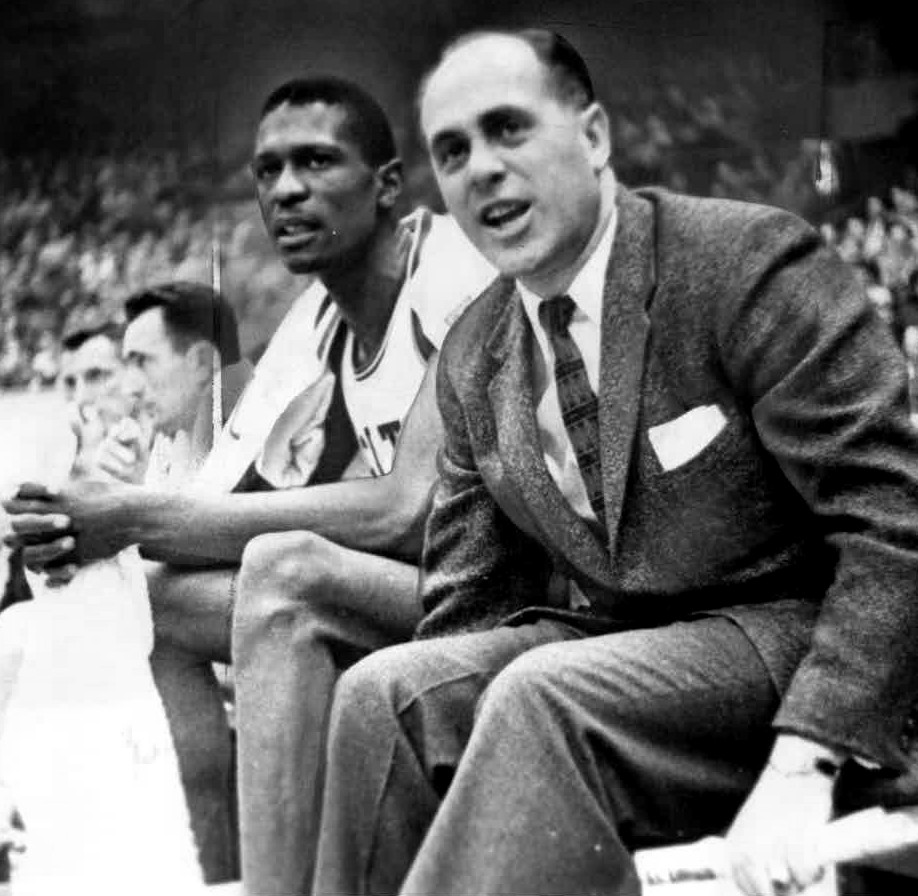
Russell e seu técnico Red Auerbach na primeira temporada de Russell - Auerbach se recusou a ter uma barreira de cor nos Celtics e, após sua aposentadoria, ele passou as funções de treinador para Russell.

Russell, no artigo da Sports Illustrated acima citado, disse que "nunca conheci uma pessoa melhor do que George Powles (Seu treinador no ensino médio)... Eu devo muito a ele, é impossível expressar". Anos depois, Russell publicou um relato autobiográfico, Red and Me, onde ele escreveu: "Sempre que saio do vestiário dos Celtics, até mesmo o paraiso não seria bom o suficiente, porque em qualquer outro lugar é um passo para baixo... Com Red [Auerbach] e Walter Brown, eu era o atleta mais livre do planeta. Eu sempre poderia ser eu mesmo com eles e eles sempre estavam lá para mim."
Em 1966, Russell foi promovido a treinador. Durante uma conferência de imprensa, Russell foi perguntado: "Como o primeiro treinador negro em uma liga principal, você pode fazer o trabalho com imparcialidade, sem qualquer preconceito racial ao contrário?" Ele respondeu "sim". O repórter perguntou: "Como?" Russell respondeu: "Porque o fator mais importante é o respeito. E no basquete eu respeito um homem por sua habilidade, ponto final."
Como resultado da repetida intolerância racial, Russell se recusou a responder à aclamação dos fãs ou à amizade de seus vizinhos, achando que era insincero e hipócrita. Essa atitude contribuiu para o seu lendário relacionamento ruim com fãs e jornalistas. Ele alienou os fãs do Celtics, dizendo: "Você deve ao público o mesmo que ele lhe deve, nada! Eu me recuso a sorrir e ser gentil com as crianças." Isso apoiou a opinião de muitos fãs brancos de que Russell era egoísta, paranóico e hipócrita. A atmosfera já hostil entre Russell e Boston atingiu seu ápice quando vândalos invadiram sua casa, cobriram as paredes com pichações racistas, danificaram seus troféus e defecaram nas camas. Em resposta, Russell descreveu Boston como um "mercado de pulgas do racismo". Na aposentadoria, Russell descreveu a imprensa de Boston como corrupta e racista; Em resposta, o jornalista esportivo de Boston, Larry Claflin, afirmou que o próprio Russell era o verdadeiro racista.
O FBI mantinha um arquivo sobre Russell e o descreveu como "um negro arrogante que não assina autógrafos para crianças brancas".
Russell se recusou a comparecer à cerimônia quando sua camisa 6 foi aposentada em 1972; ele também se recusou a participar de sua indução no Hall of Fame em 1975. Embora Russell ainda tenha sentimentos feridos em relação a Boston, houve uma espécie de reconciliação; ele visitou a cidade regularmente nos últimos anos, algo que nunca fez nos anos imediatamente após sua aposentadoria.
Quando Russell originalmente se aposentou, ele exigiu que sua camisa fosse aposentada em um Boston Garden vazio. Em 1995, os Celtics saiu do Boston Garden e foram para o TD Garden, e como o principal ato festivo, a organização queria re-aposentar a camisa de Russell na frente de uma plateia lotada. Constantemente desconfiado, Russell decidiu fazer as pazes e deu sua aprovação. Em 6 de maio de 1999, o Celtics re-aposentou a camisa de Russell em uma cerimônia que contou com a participação de seu rival (e amigo) Chamberlain, juntamente com os lendários Larry Bird e Kareem Abdul-Jabbar. A multidão fez uma prolongada ovação a Russell, que se emocionou. Ele agradeceu a Chamberlain por levá-lo ao limite e "torná-lo um jogador melhor" e à multidão por "permitir que [ele] fizesse parte de suas vidas". Em dezembro de 2008, o Prêmio de Liderança We Are Boston foi apresentado a Russell.
Em 26 de setembro de 2017, Russell postou uma foto de si mesmo de joelho em solidariedade aos jogadores da NFL que se ajoelhavam durante o hino nacional dos EUA em uma conta no Twitter. Russell usou sua Medalha Presidencial da Liberdade, e a imagem foi legendada com "Orgulhoso de se ajoelhar e resistir à injustiça social". Em entrevista à ESPN, Russell disse que queria que os jogadores da NFL soubessem que não estavam sozinhos.

## Estátua
Boston homenageou Russell erguendo uma estátua dele no City Hall Plaza em 2013: ele é representado cercado por 11 pedestais representando os 11 títulos que ganhou. Cada pedestal apresenta uma palavra-chave e uma citação para ilustrar as múltiplas realizações de Russell. A Bill Russell Legacy Foundation, criada pela Boston Celtics Shamrock Foundation, financiou o projeto. A arte é de Ann Hirsch, de Somerville, Massachusetts, em colaboração com a Pressley Associates Landscape Architects of Boston.

## Estatísticas

### Jogador
| † | Campeão da NBA           |
|   | Líder da Liga            |
|   | MVP da Temporada Regular |
|   | Recorde da NBA           |

#### Temporada Regular
| Ano      | Equipe   | PJ  | PT | MPJ  | AP   | 3P | LL   | RT   | AS  | BR | TO | PPJ  |
| -------- | -------- | --- | -- | ---- | ---- | -- | ---- | ---- | --- | -- | -- | ---- |
| 1956-57  | Celtics† | 48  | —  | 35.3 | .427 | —  | .492 | 19.6 | 1.8 | —  | —  | 14.7 |
| 1957-58  | Celtics  | 69  | —  | 38.3 | .442 | —  | .519 | 22.7 | 2.9 | —  | —  | 16.6 |
| 1958-59  | Celtics† | 70  | —  | 42.6 | .457 | —  | .598 | 23.0 | 3.2 | —  | —  | 16.7 |
| 1959-60  | Celtics† | 74  | —  | 42.5 | .467 | —  | .612 | 24.0 | 3.7 | —  | —  | 18.2 |
| 1960-61  | Celtics† | 78  | —  | 44.3 | .426 | —  | .550 | 23.9 | 3.4 | —  | —  | 16.9 |
| 1961-62  | Celtics† | 76  | —  | 45.2 | .457 | —  | .595 | 23.6 | 4.5 | —  | —  | 18.9 |
| 1962-63  | Celtics† | 78  | —  | 44.9 | .432 | —  | .555 | 23.6 | 4.5 | —  | —  | 16.8 |
| 1963-64  | Celtics† | 78  | —  | 44.6 | .433 | —  | .550 | 24.7 | 4.7 | —  | —  | 15.0 |
| 1964-65  | Celtics† | 78  | —  | 44.4 | .438 | —  | .573 | 24.1 | 5.3 | —  | —  | 14.1 |
| 1965-66  | Celtics† | 78  | —  | 43.4 | .415 | —  | .551 | 22.8 | 4.8 | —  | —  | 12.9 |
| 1966-67  | Celtics  | 81  | —  | 40.7 | .454 | —  | .610 | 21.0 | 5.8 | —  | —  | 13.3 |
| 1967-68  | Celtics† | 78  | —  | 37.9 | .425 | —  | .537 | 18.6 | 4.6 | —  | —  | 12.5 |
| 1968-69  | Celtics† | 77  | —  | 42.7 | .433 | —  | .526 | 19.3 | 4.9 | —  | —  | 9.9  |
| Carreira | Carreira | 963 | —  | 42.3 | .440 | —  | .561 | 22.5 | 4.3 | —  | —  | 15.1 |
| All-Star | All-Star | 12  | 7  | 28.6 | .459 | —  | .529 | 11.6 | 3.3 | —  | —  | 10.0 |

#### Playoffs
| Ano      | Equipe   | PJ  | PT | MPJ  | AP   | 3P | LL   | RT   | AS  | BR | TO | PPJ  |
| -------- | -------- | --- | -- | ---- | ---- | -- | ---- | ---- | --- | -- | -- | ---- |
| 1956-57  | Celtics† | 10  | —  | 40.9 | .365 | —  | .508 | 24.4 | 3.2 | —  | —  | 13.9 |
| 1957-58  | Celtics  | 9   | —  | 39.4 | .361 | —  | .606 | 24.6 | 2.7 | —  | —  | 15.1 |
| 1958-59  | Celtics† | 11  | —  | 45.1 | .409 | —  | .612 | 27.7 | 3.6 | —  | —  | 15.5 |
| 1959-60  | Celtics† | 13  | —  | 44.0 | .456 | —  | .707 | 25.8 | 2.9 | —  | —  | 18.5 |
| 1960-61  | Celtics† | 10  | —  | 46.2 | .427 | —  | .523 | 29.9 | 4.8 | —  | —  | 19.1 |
| 1961-62  | Celtics† | 14  | —  | 48.0 | .458 | —  | .726 | 26.4 | 5.0 | —  | —  | 22.4 |
| 1962-63  | Celtics† | 13  | —  | 47.5 | .453 | —  | .661 | 25.1 | 5.1 | —  | —  | 20.3 |
| 1963-64  | Celtics† | 10  | —  | 45.1 | .356 | —  | .552 | 27.2 | 4.4 | —  | —  | 13.1 |
| 1964-65  | Celtics† | 12  | —  | 46.8 | .527 | —  | .526 | 25.2 | 6.3 | —  | —  | 16.5 |
| 1965-66  | Celtics† | 17  | —  | 47.9 | .475 | —  | .618 | 25.2 | 5.0 | —  | —  | 19.1 |
| 1966-67  | Celtics  | 9   | —  | 43.3 | .360 | —  | .635 | 22.0 | 5.6 | —  | —  | 10.6 |
| 1967-68  | Celtics† | 19  | —  | 45.7 | .409 | —  | .585 | 22.8 | 5.2 | —  | —  | 14.4 |
| 1968-69  | Celtics† | 18  | —  | 46.1 | .423 | —  | .506 | 20.5 | 5.4 | —  | —  | 10.8 |
| Carreira | Carreira | 165 | —  | 45.4 | .430 | —  | .603 | 24.9 | 4.7 | —  | —  | 16.2 |

### Treinador
|            |          |       |     |     |      |                           | Playoffs | Playoffs | Playoffs | Playoffs |                                  |
| Time       | Ano      | Jogos | V   | D   | %    | Classificação             | Jogos    | V        | D        | %        | Resultado                        |
| ---------- | -------- | ----- | --- | --- | ---- | ------------------------- | -------- | -------- | -------- | -------- | -------------------------------- |
| Boston     | 1966–67  | 81    | 60  | 21  | .671 | 2° na Conferência Leste   | 9        | 4        | 5        | .444     | Perdeu nas Finais de Divisão     |
| Boston     | 1967–68  | 82    | 54  | 28  | .659 | 2° na Conferência Leste   | 19       | 12       | 7        | .632     | Campeão da NBA                   |
| Boston     | 1968–69  | 82    | 48  | 34  | .585 | 4° na Conferência Leste   | 18       | 12       | 6        | .667     | Campeão da NBA                   |
| Seattle    | 1973–74  | 82    | 36  | 46  | .439 | 3° na Divisão do Pacífico | —        | —        | —        | —        | Não foi para os Playoffs         |
| Seattle    | 1974–75  | 82    | 43  | 39  | .524 | 2° na Divisão do Pacífico | 9        | 4        | 5        | .444     | Perdeu nas Semifinais de Divisão |
| Seattle    | 1975–76  | 82    | 43  | 39  | .524 | 2° na Divisão do Pacífico | 6        | 2        | 4        | .333     | Perdeu nas Semifinais de Divisão |
| Seattle    | 1976–77  | 82    | 40  | 42  | .488 | 4° na Divisão do Pacífico | —        | —        | —        | —        | Não foi para os Playoffs         |
| Sacramento | 1987–88  | 58    | 17  | 41  | .293 | (Demitido)                | —        | —        | —        | —        | —                                |
| Carreira   | Carreira | 631   | 341 | 290 | .540 |                           | 61       | 34       | 27       | .557     |                                  |

## Prêmios e Homenagens
- National Basketball Association:

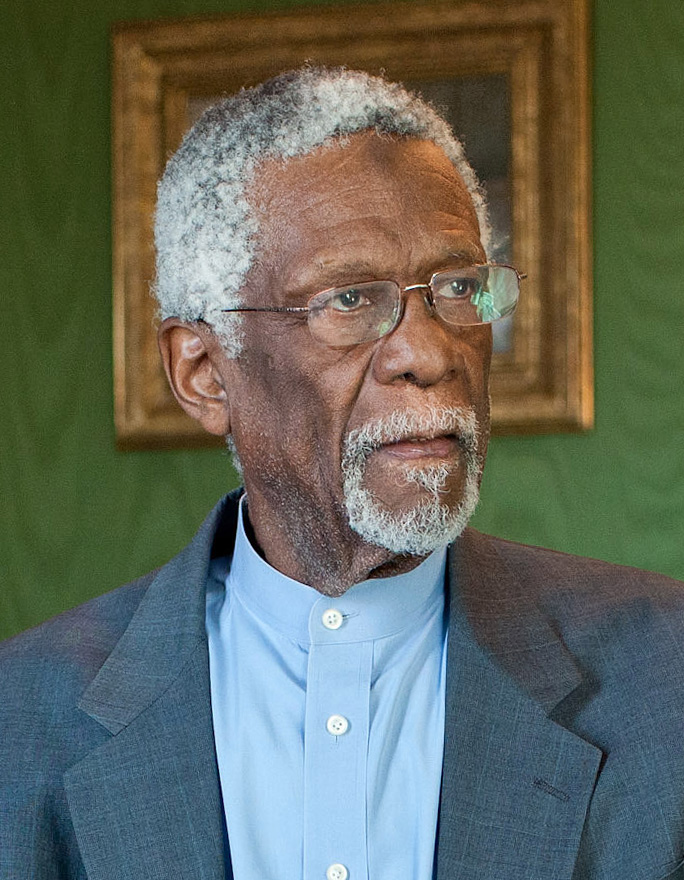
Bill Russell em 2011.

  - 11x Campeão da NBA: 1957, 1959, 1960, 1961, 1962, 1963, 1964, 1965, 1966, 1968 e 1969
  - 5x NBA Most Valuable Player (MVP): 1958, 1961, 1962, 1963 e 1965
  - NBA All-Star Game MVP: 1963
  - 12x NBA All-Star Game: 1958, 1959, 1960, 1961, 1962, 1963, 1964, 1965, 1966, 1967, 1968 e 1969
  - 11x All-NBA Team:
    - Primeiro Time: 1959, 1963 e 1965
    - Segundo Time: 1958, 1960, 1961, 1962, 1964, 1966, 1967 e 1968

  - NBA All-Defensive Team:
    - Primeiro Time: 1969

  - Número 6 aposentado pelos Boston Celtics
  - Número 6 retirado da NBA em sua homenagem a partir da temporada 2022/23
- Seleção dos Estados Unidos:
  - Jogos Olímpicos:
    -  Medalha de Ouro: 1956
- Outras Honrarias:
  - Medalha da Liberdade do Governo Americano: 2011
  - Atleta do Ano da Sports Illustrated: 1968